# La Cuestona
La Cuestona är en ort i Mexiko.   Den ligger i kommunen Guasave och delstaten Sinaloa, i den västra delen av landet, 1 200 km nordväst om huvudstaden Mexico City. La Cuestona ligger 14 meter över havet och antalet invånare är 439.
Terrängen runt La Cuestona är mycket platt. Runt La Cuestona är det ganska tätbefolkat, med 100 invånare per kvadratkilometer. Närmaste större samhälle är Guasave, 12,3 km norr om La Cuestona. Trakten runt La Cuestona består till största delen av jordbruksmark.